# Петар Јелић
Пeтap Jeлић (Модрича, 18. октобар 1986) је бивши босанско-херцеговачки фудбалер. Играо је на позицији нападача.

## Каријера
Јелић је играо за Модричу у Премијер лиги Босне и Херцеговине, а после тога прелази у Нирнберг у немачку Бундеслигу. Нирнберг је позајмио Јелића друголигашу Карл Цајс Јени, али није изборио место у првом тиму. Након повратка у Нирнберг, продат је ОФК Београду. Лета 2010. придружио се руском клубу Волга Нижњи Новгород где је остао до 2013. године, са изузетком кад је био на позајмици у Динаму из Тбилисија у 2011. години. У лето 2013. вратио се у Србију и прешао у ФК Нови Пазар. Јелић је 23. марта 2014. године прешао у кинески Гуангдонг.
Вратио се поново 2014. у Србију и потписује уговор са Радом. На дебију Суперлиге 2014/15. постигао је пет голова у победи над Вождовцем 6:1. Уписао се у историју Рада и српског фудбала, са пет голова на једној утакмици је постао рекордер српског елитног такмичења, рачунајући од дана када је Србија поново самостална.

## Приватни живот
Пeтpов отац је Милан Јелић, бивши српски политичар и шести председник Републике Српске.